# Geology Today
Geology Today és una publicació de la Societat Geològica de Londres i l'Associació de Geòlegs. Surt cada dos mesos i cada número conté vuit articles o més, per un total de 240 pàgines a l'any.
Un dels seus objectius és oferir una combinació de notícies i articles sobre temes d'actualitat en l'àmbit de les ciències de la Terra, escrits en un llenguatge assequible per experts de renom en la disciplina.